# Aimer est plus fort que d'être aimé
Singles de Daniel Balavoine
Sauver l'amour
(1986) Viens vite (réédition)
(1986)
Aimer est plus fort que d'être aimé est une chanson écrite, composée et interprétée par Daniel Balavoine parue sur l'album Sauver l'amour, en 1985 et sortie en single en 1986.
Il s'agit du dernier extrait de l'album, paru en 45 tours à titre posthume, Daniel Balavoine ayant trouvé la mort le 14 janvier 1986.

## Accueil commercial
En France, Aimer est plus fort que d'être aimé n'est jamais entré dans le Top 50 lors de sa sortie en single. En 2016, le single est ressorti à l'occasion du trentième anniversaire de la mort de Balavoine.

## Classement
| Classement (1987)                       | Meilleure position |
| --------------------------------------- | ------------------ |
| Québec (Max 30 Québec)[réf. nécessaire] | 1                  |

| Classement (2016) | Meilleure place |
| ----------------- | --------------- |
| France (SNEP)     | 151             |

## Éditions
- Le titre figure aussi sur le disque L'Essentiel (1995).

## Reprise
Ce titre a été repris en 2008 par les Enfoirés à Strasbourg, à l'occasion du concert Les Secrets des Enfoirés.